# Joey Bishop
Joey Bishop, pseudonimo di Joseph Abraham Gottlieb (New York, 3 febbraio 1918 – Newport Beach, 17 ottobre 2007), è stato un attore, comico, conduttore televisivo e cantante statunitense.

## Biografia
Era il figlio degli immigrati ebrei polacchi Anna Siegel e Jacob Gottlieb, riparatore di biciclette.
Iniziò la sua carriera di attore in un numero comico assieme al fratello. Nel 1948 debuttò in televisione, e per molti anni fu un ospite frequente di varietà, giochi a premi e talk show. Durante gli anni sessanta ebbe anche un suo programma televisivo, The Joey Bishop Show.
Bishop lavorò anche nel cinema interpretando una dozzina di film, da Acque profonde (1958), fino a Il matrimonio di Betsy (1990) e Il tempo dei cani pazzi (1996), quest'ultimo diretto dal figlio Larry Bishop.
Negli anni sessanta fu uno dei componenti fissi del Rat Pack, il gruppo di attori e cantanti capitanato dal suo amico Frank Sinatra. Con il Rat Pack interpretò i film Colpo grosso (1960) e Tre contro tutti (1962).
Nelle esibizioni del Rat Pack, Bishop aveva spesso un ruolo minore, come spalla degli altri componenti, ma era lui l'autore di buona parte dei loro testi.

## Filmografia parziale

### Cinema
- Acque profonde (The Deep Six), regia di Rudolph Maté (1958)
- Il nudo e il morto (The Naked and the Dead), regia di Raoul Walsh (1958)
- È sbarcato un marinaio (Onionhead), regia di Norman Taurog (1958)
- Colpo grosso (Ocean's Eleven), regia di Lewis Milestone (1960)
- Tre contro tutti (Sergeants 3), regia di John Sturges (1962)
- Johnny Cool, messaggero di morte (Johnny Cool), regia di William Asher (1963)
- Texas oltre il fiume (Texas Across the River), regia di Michael Gordon (1966)
- Una guida per l'uomo sposato (A Guide for the Married Man), regia di Gene Kelly (1967)
- 8 falsari, una ragazza e... un cane onesto (Who's Minding the Mint?), regia di Howard Morris (1967)
- La valle delle bambole (Valley of the Dolls), regia di Mark Robson (1967)
- Delta Force (The Delta Force), regia di Menahem Golan (1986)
- Il matrimonio di Betsy (Betsy's Wedding), regia di Alan Alda (1990)
- Il tempo dei cani pazzi (Mad Dog Time), regia di Larry Bishop (1996)

### Televisione
- The Dick Powell Show – serie TV, episodio 2x23 (1963)
- La signora in giallo (Murder, She Wrote) - serie TV, episodio 1x20 (1985)

## Doppiatori italiani
- Renato Turi in Colpo grosso
- Sergio Tedesco in Johnny Cool, messaggero di morte
- Oreste Lionello in Texas oltre il fiume
- Gianni Musy ne Il matrimonio di Betsy